# Styphnolobium japonicum
Pour les articles homonymes, voir Arbre à miel.
Sophora du Japon
Espèce
Styphnolobium japonicum, le Sophora du Japon ou Arbre de miel , est une espèce de plantes à fleurs de la famille des Fabaceae. C'est un arbre qui, contrairement à ce qu'indique son nom, est originaire de Chine.
Il a été introduit en Europe en 1747 par le père d'Incarville, un jésuite passionné de botanique qui obtint une mission en Chine de 1740 à sa mort en 1757.
Outre sa plantation comme arbre ornemental, en Asie orientale ses bourgeons ont fourni une source de teinture jaune pour teindre les papiers utilisés dans les offrandes aux ancêtres ou pour teindre la soie, le fil à broder et les glands de chapeau. Les décoctions de ses fleurs et bourgeons sont estimées en médecine traditionnelle.

## Nomenclature
L’espèce a d’abord été décrite en 1767 par Linné sous le nom de Sophora japonica, dans Mantissa plantarum, 68.
Le botaniste autrichien, Heinrich Wilhelm Schott, l’a transférée dans le genre Styphnolobium qui a récemment été attribué au clade monophylétique Cladratis. La ségrégation de Styphnolobium du genre étroitement apparenté Sophora est étayée par des caractères morphologiques (fleurs à bractéoles, gousses indéhiscentes), un nombre de chromosomes somatiques différent et les résultats d'études ADN ainsi que par son manque de capacité de former des symbioses avec les Rhizobiums (bactéries fixatrices d'azote) sur leurs racines.

## Étymologie
Le nom de genre Styphnolobium est un nom composé de deux étymons grecs : στρυφνός - stuphnos, struphnós, « âcre, acerbe, astringent » et λόβιον - lobion, « cosse, capsule, gousse », en référence au goût de la pulpe des gousses fraîches,,.
L'épithète spécifique japonicum est un adjectif latin récent signifiant « originaire du Japon » donné par Linné, sa diagnose originale se basant sur du matériel ramené du Japon où la plante était cultivée.

## Synonymes
Selon Tropicos, les synonymes sont:
- Sophora griffithii subsp. korolkowii Yakovlev
- Sophora japonica L.
- Sophora korolkowi Diecks
- Sophora korolkowi Dieck ex Koehne

## Description
Le Sophora du Japon est un arbre à feuilles caduques, au port majestueux, large et arrondi. Cet arbre à croissance rapide, robuste et vigoureux, peut mesurer jusqu'à 25 m de hauteur. L’écorce gris foncé est parcourue de longues fissures longitudinales. Les jeunes rameaux sont cassants, verts et parsemés de nombreuses lenticelles. Son enracinement est superficiel et traçant. Il est plutôt adapté aux grands jardins ou parcs sauf si on choisit des cultivars de taille réduite.
Ses grandes feuilles composées (de 30 cm environ) sont imparipennées à 9-15 paires de folioles, ovales-lancéolés ou ovales-oblongs, de 2,5–6 cm de long sur 1,5–3 cm de large, à apex acuminé, papyracés, glauques et peu à densément pubescents dans la partie inférieure, devenant en général glabres.
Ses inflorescences sont en panicules terminales, blanc crème, pouvant mesurer jusqu’à 30 cm de long. La fleur papilionacée comporte un calice courtement campanulé, à 5 dents, une corolle blanche, ou jaune crème parfois teintée de violet. Elle possède dix étamines de longueur inégale. Sa floraison en panicules blanc crème parfumées apparaît en milieu ou fin d'été (juillet-août). Grâce à l'abondance de fleurs, elle fournit une excellente source de nectar.
Elle donne des gousses (6-8 cm de long sur 1 cm de large) charnues, vertes, moniliformes (présentant des étranglements entre les graines) contenant de 1 à 6 graines toxiques. Ces dernières sont jaune verdâtre puis noir brunâtre quand elles ont séché.

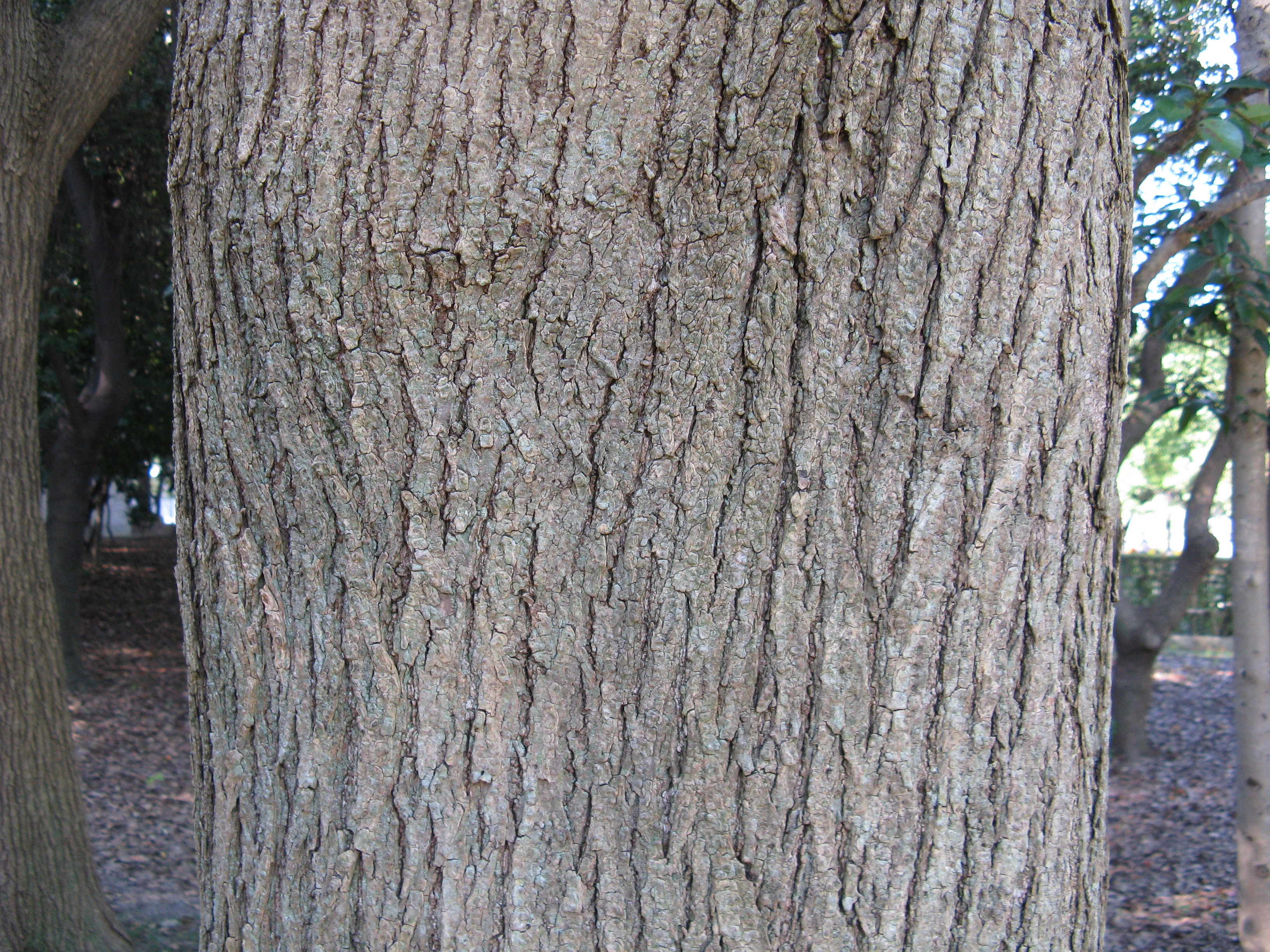
écorce à longues fissures longitudinales
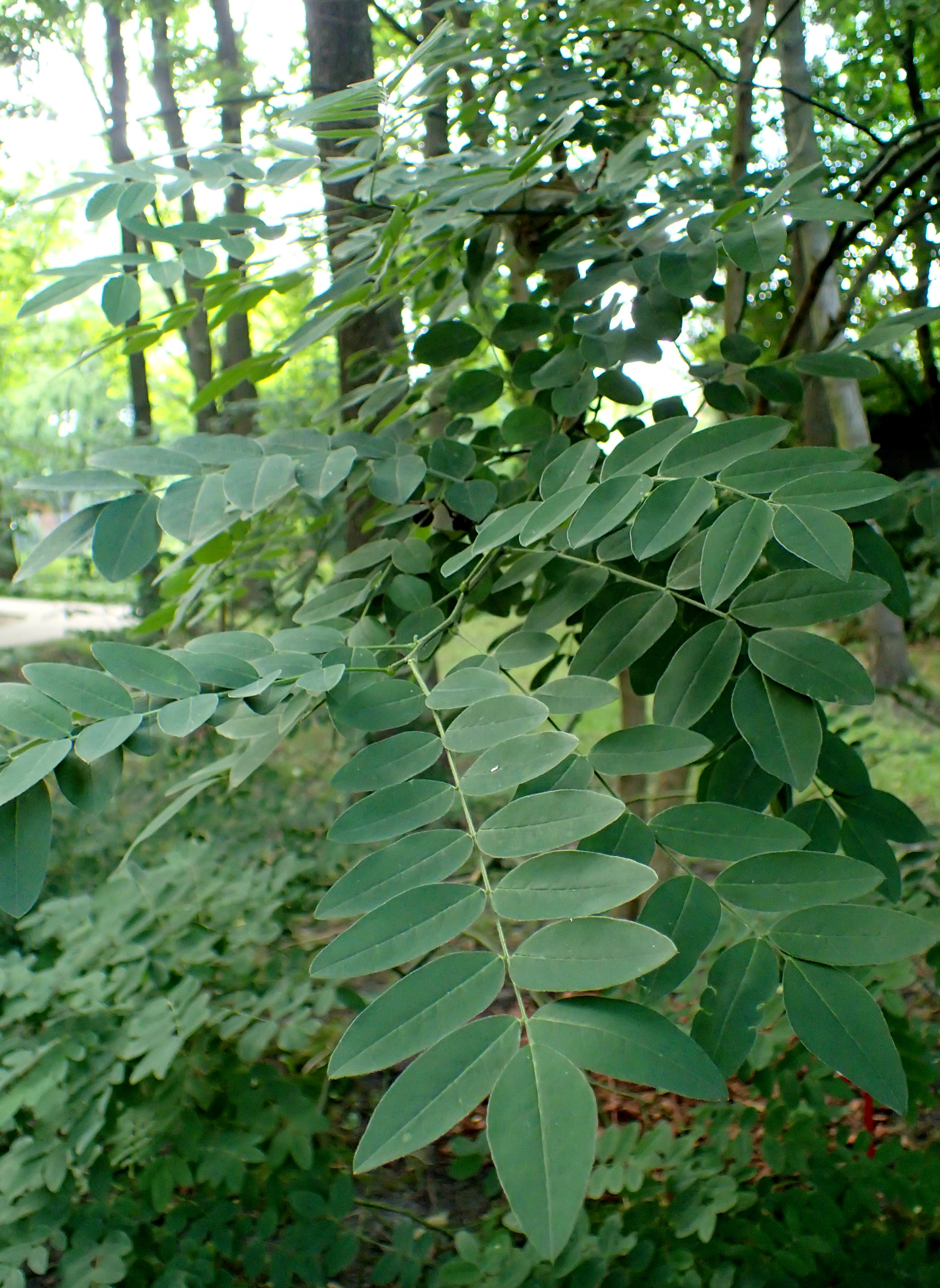
feuille imparipennée
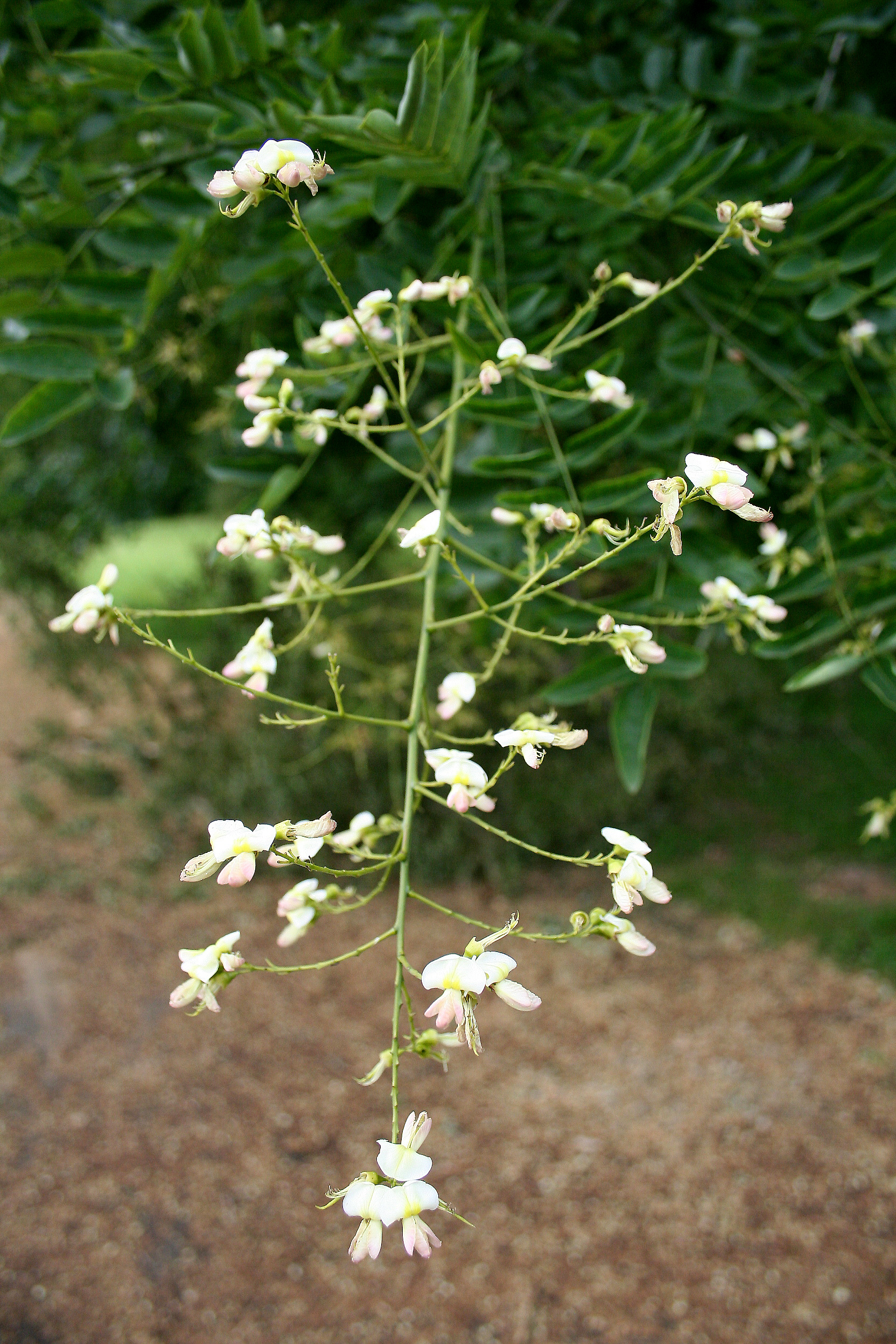
panicule fleurie
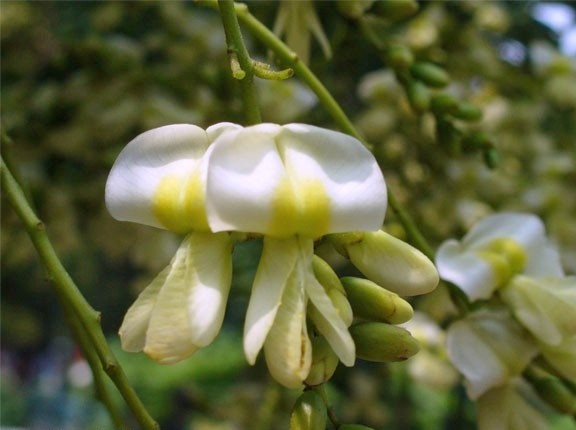
fleurs
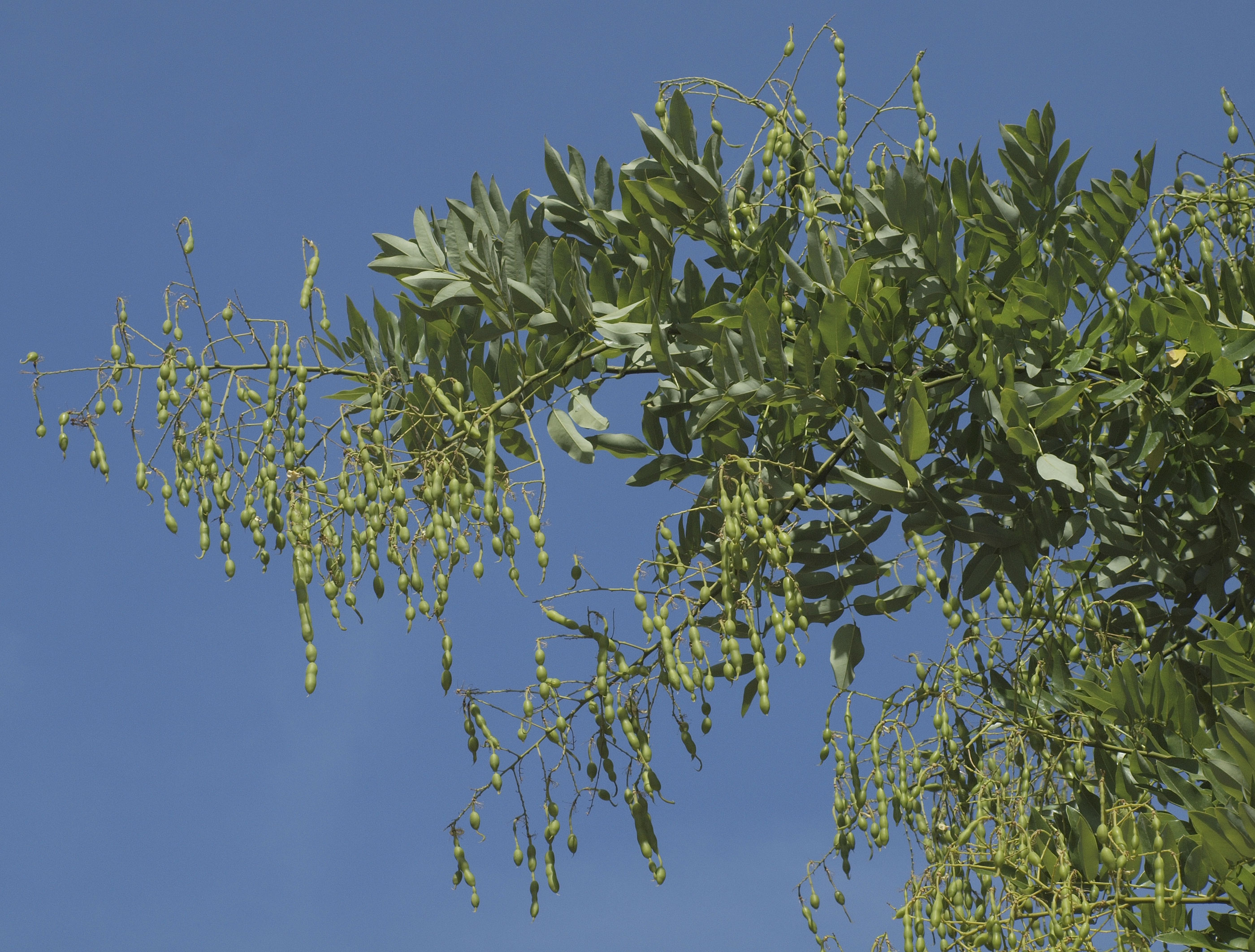
fruits
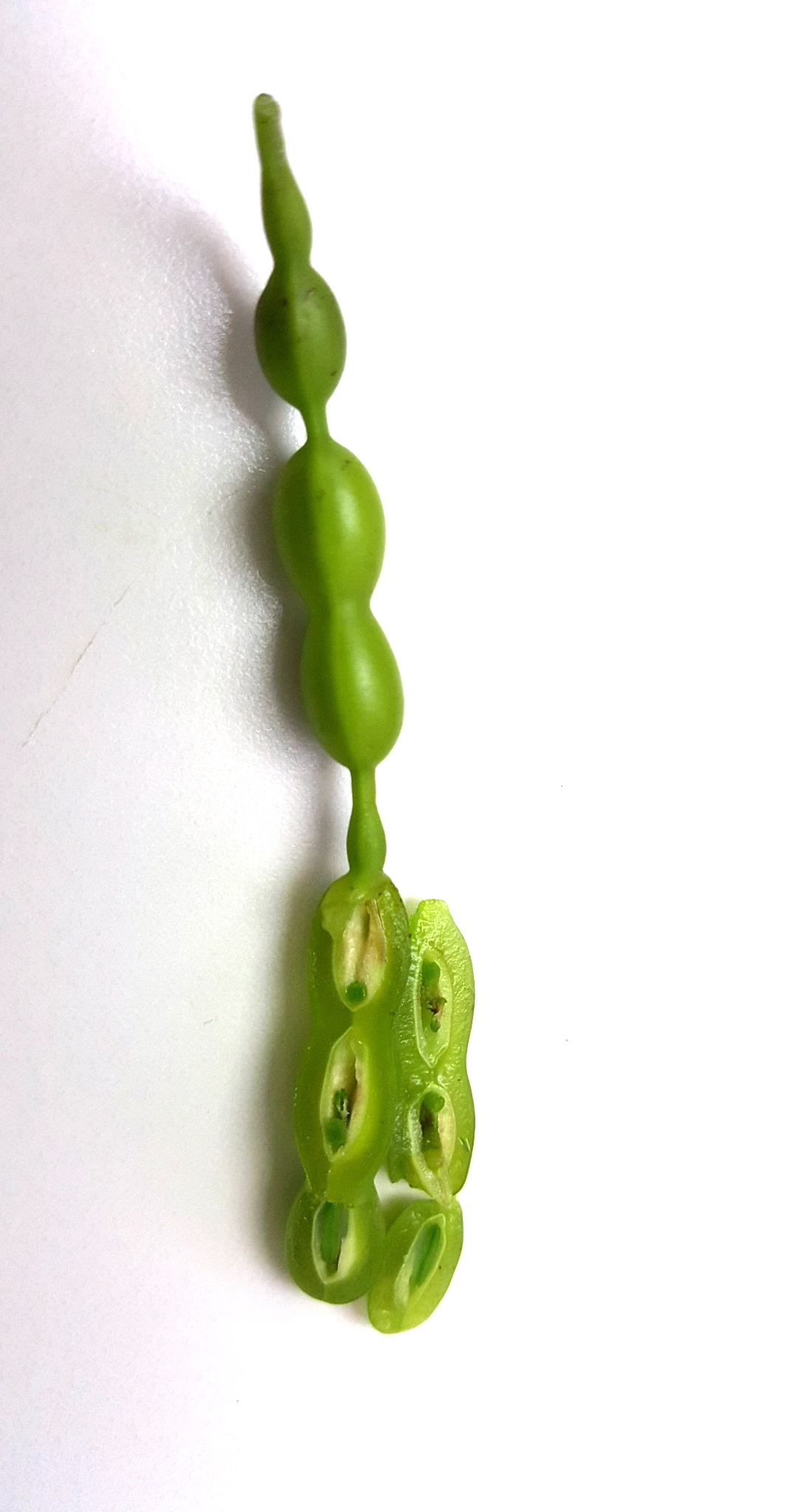
gousse

## Distribution
Le sophora du Japon est originaire des plaines centrales arides de Chine mais est naturalisé ou cultivé dans le Nord de la Chine et sur le plateau de lœss. Il pousse aussi à l’état sauvage en Corée du Nord.
Il a été introduit au Japon, ainsi qu'en Afrique du Sud (Provinces du Cap), Tchécoslovaquie, Égypte, France, État libre, Hongrie, Inde, Irak, Kenya, Kirghizistan, Corée, à New York, Caucase du Nord, Pakistan, Roumanie, Russie d'Europe du Sud, Tadjikistan, Transcaucasie, Turkménistan, Ukraine, Ouzbékistan, Vietnam, Himalaya occidental, Yémen, Zimbabwe.
Parmi les nombreuses graines, envoyées avec comme seule mention « arbre chinois inconnu », à Bernard de Jussieu par le père d'Incarville, au Jardin des plantes de Paris se trouvaient celles du sophora. Planté en 1747, l’arbre fleurit pour la première fois en 1779.

## Culture
En Chine, l’espèce nommée 槐, huái (ou 槐树 / 槐樹, huáishù, 国槐 / 國槐, guóhuái, 家槐, jiāhuái), est plantée depuis très longtemps. Sa culture est décrite dans le Qi Min Yao Shu (齐民要术) « Techniques essentielles pour la paysannerie » (vers 535) , ouvrage sur l’agriculture en dix tomes.
C'est un arbre rustique (zone USDA 4-10) appréciant tous types de sols drainants et une exposition en plein soleil. Il est bien adapté aux conditions climatiques sèches. Sous les Tropiques, sa culture n’est possible que dans des régions sèches ou à des altitudes élevées.
Il supporte bien la taille mais son bois devient cassant avec l'âge. Il vaut donc mieux lui éviter un emplacement venteux.
Multiplication par semis mais ne fleurit qu'à partir de sa vingtième année.

## Propriétés
En 1938, un nouveau diholoside, isomère du saccharose (sucre de table), a été isolé à partir de la gousse immature de cet arbre, et nommé sophorose. Depuis le sophorose a été trouvé dans de nombreuses plantes.

## Utilisations

### Plantation ornementale
En Chine, il est planté comme arbre d’alignement pour l'ombrage le long des rues et comme arbre ornemental dans les parcs et les zones résidentielles[réf. nécessaire]. 
Supportant bien les conditions urbaines, il est très utilisé dans les pays tempérés comme arbre d'alignement ou d'ornement. Il fait partie des arbres d'alignement les plus communs dans les rues de Paris par exemple.

### Menuiserie
Il produit un très bon bois, solide, flexible et durable, que les Japonais utilisaient traditionnellement pour des usages variés : chariots, bateaux, ustensiles divers et comme bois de charpente.

### Miel
C'est un arbre mellifère de première importance car sa floraison a lieu dans une période creuse pour la floraison. La fleur est odorante et fournit du nectar en quantité. 
Les fleurs s’emploient pour faire des beignets.

### Teinture
Les boutons floraux contiennent un colorant, la rutine (ou rutoside), qui est un flavonol. Il est utilisé en Asie orientale pour teindre textiles et papiers.  Les couleurs varient du jaune au  brun selon le type de mordançage.
En Chine, la teinture du papier avec cette substance naturelle est mentionnée dans Zunsheng bajian (zh) (遵生八笺) « Huit ordonnances pour suivre le sens de la vie » de Gao Lian qui date de 1591. Ces papiers dorés étaient utilisés pour imiter les lingots d’or. Ils étaient employés pour faire des offrandes aux ancêtres lors des cérémonies familiales dédiées aux ancêtres ou lors des fêtes ou des enterrements.
La préparation de la teinture est décrite dans le Tiangong Kaiwu (天工開物) « L’exploitation du travail de la nature » une encyclopédie de Song Yingxing, publiée en 1635.
La teinture extraite des boutons floraux a servi pour teindre la soie en jaune. En Chine et au Vietnam, cette teinture n'était utilisée que pour colorer la soie, le fil à broder et les glands de chapeau, mais pas pour d'autres matériaux en raison des nombreux boutons floraux nécessaires à la préparation d'un bain de teinture. Elle a été aussi utilisée en combinaison avec le pastel des teinturiers (Isatis tinctoria), pour teindre en vert.

### Médecine traditionnelle
Le Sophora du Japon appartient aux cinquante plantes fondamentales de la médecine chinoise. Son fruit (槐实, huáishí) a été décrit par le  Shennong bencao jing, le « Classique de la matière médicale du Laboureur Céleste », le plus ancien ouvrage chinois traitant des drogues végétales, animales et minérales (aux alentours du début de l’ère commune). Il indique que « Il traite du qi maléfique et de la chaleur dans les Cinq organes internes, il arrête la bave et les crachats...[traite] les cinq types d'hémorroïdes et les blessures en feu... ».
Ses fleurs (槐花, huáihuā) font partie de la pharmacopée traditionnelle moderne, consommée en décoction en médecine traditionnelle. La rutine se trouve en concentration élevée dans les bourgeons floraux. La Pharmacopée chinoise de 2008 indique que les fleurs et boutons cueillis en été, séchés ou torréfiés auraient pour :
Fonctions
- éliminer la chaleur du sang, chasser le feu du foie
- homéostatique, anti-hypertension

Indications
- épistaxis, hémorroïdes, hématurie, saignement utérin
- hypertension artérielle

Posologie  : 10 à 15 g en décoction
Composants chimiques : flavonol glucoside, rutine, triterpénoïdes (sophoradiol, bértuline), acide glucuronique, tanin, vitamine A.
Toxicité
Les graines et les gousses de S. japonicum contiennent diverses hémagglutinines (lectines). Ceci explique probablement l'effet toxique de l'administration intraveineuse d'un extrait de graine ou de gousse.

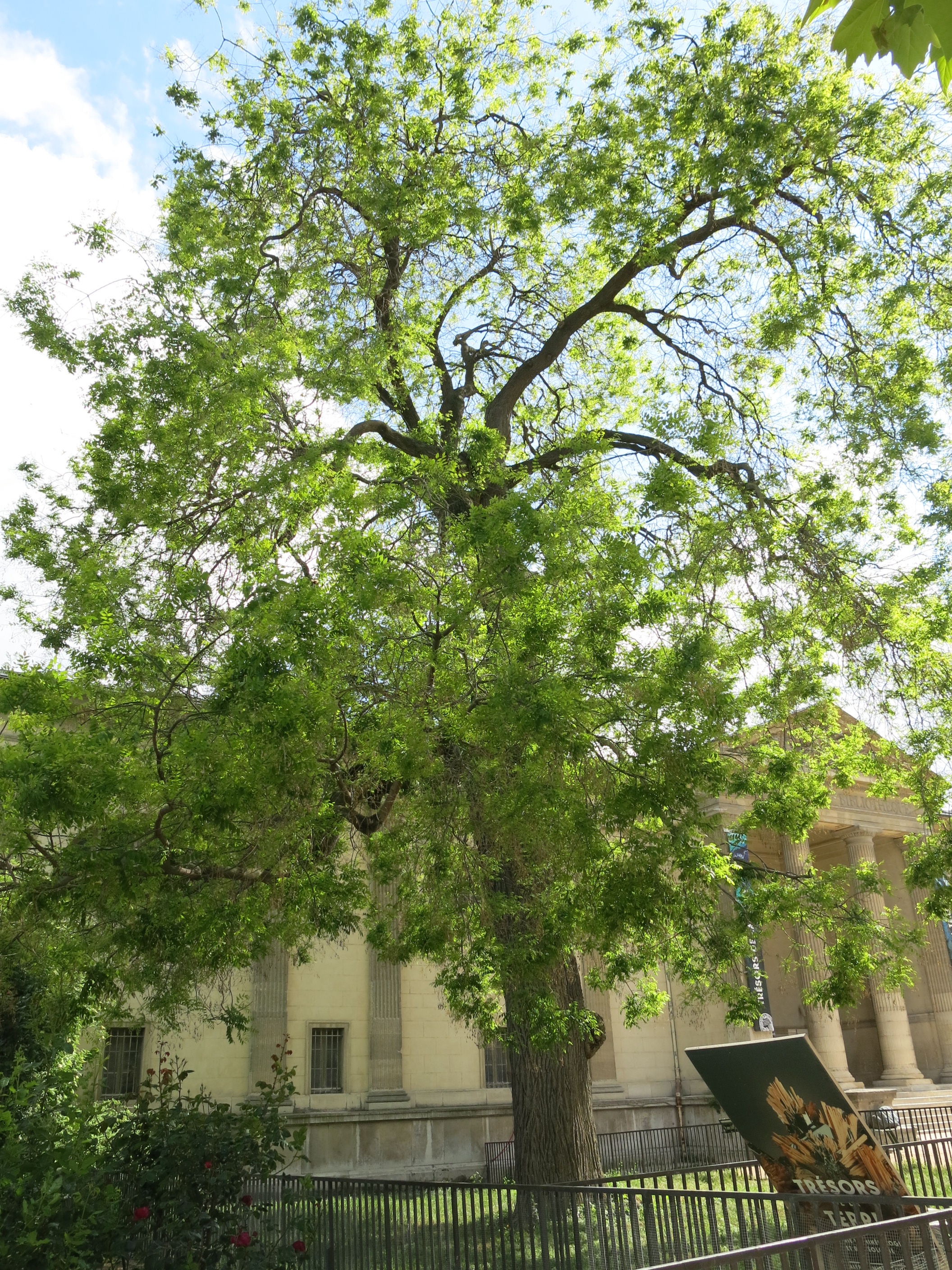
Le Sophora de Jussieu est sans doute le plus vieux d’Europe
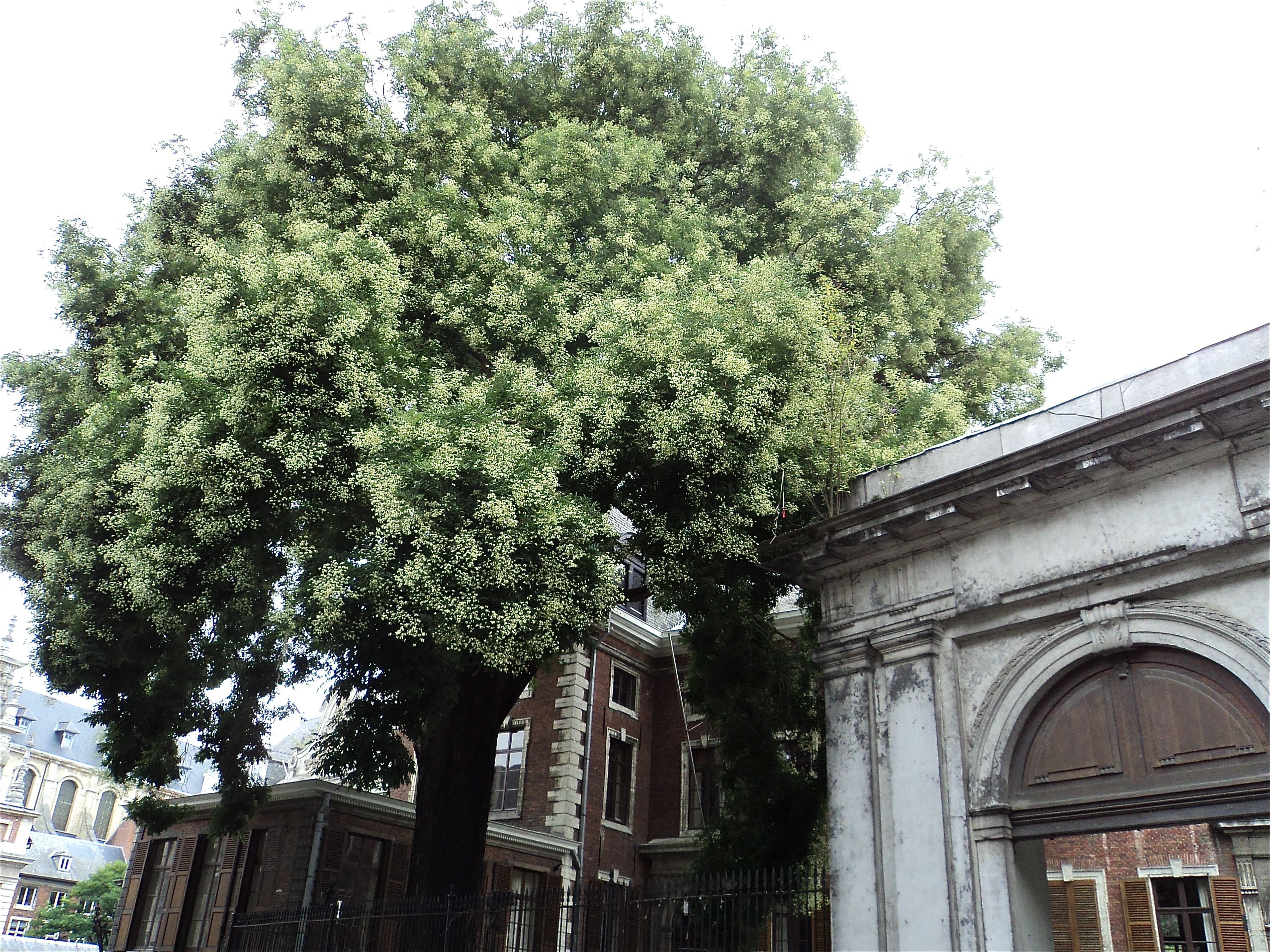
floraison
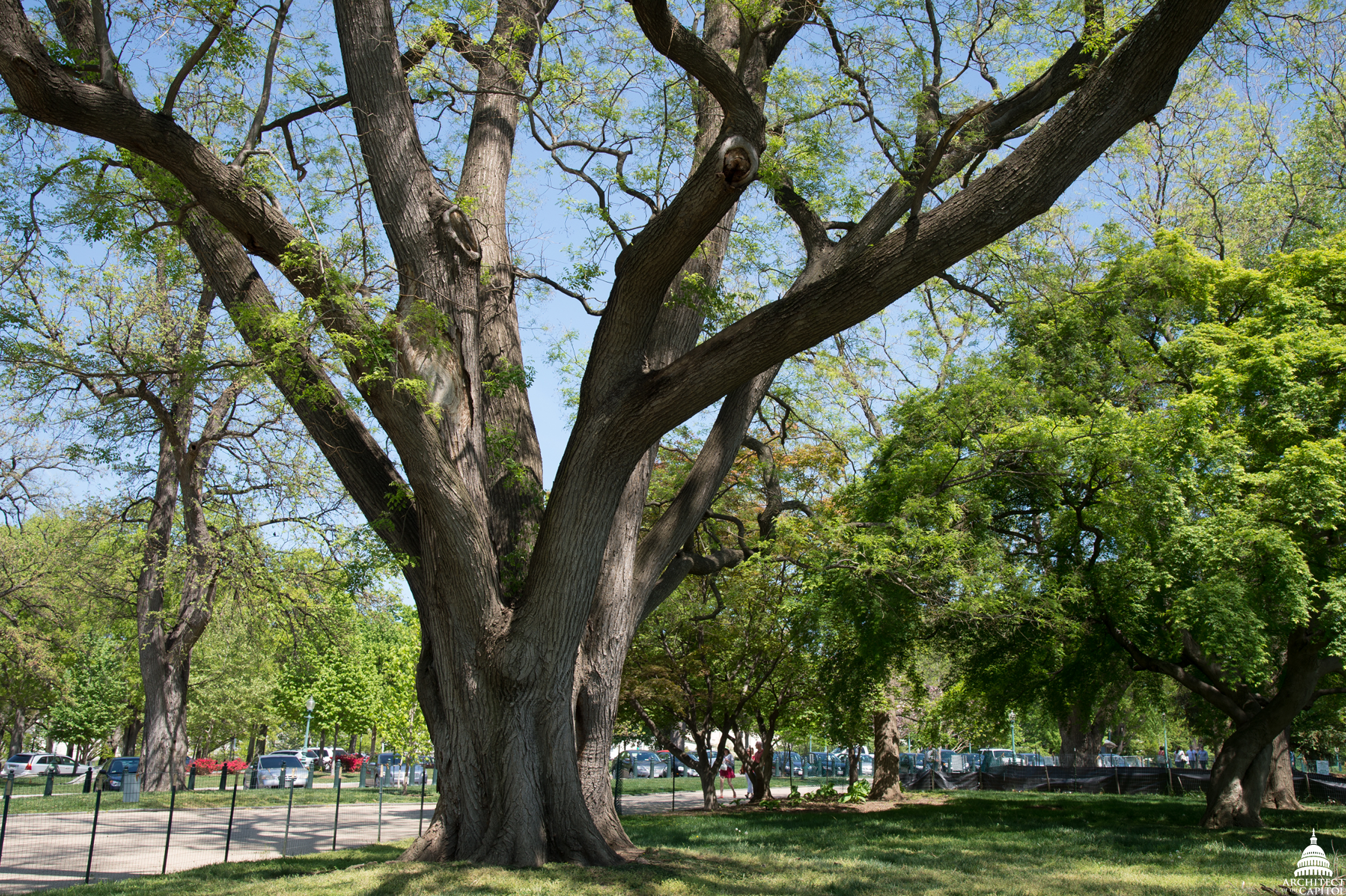
un autre vieil arbre
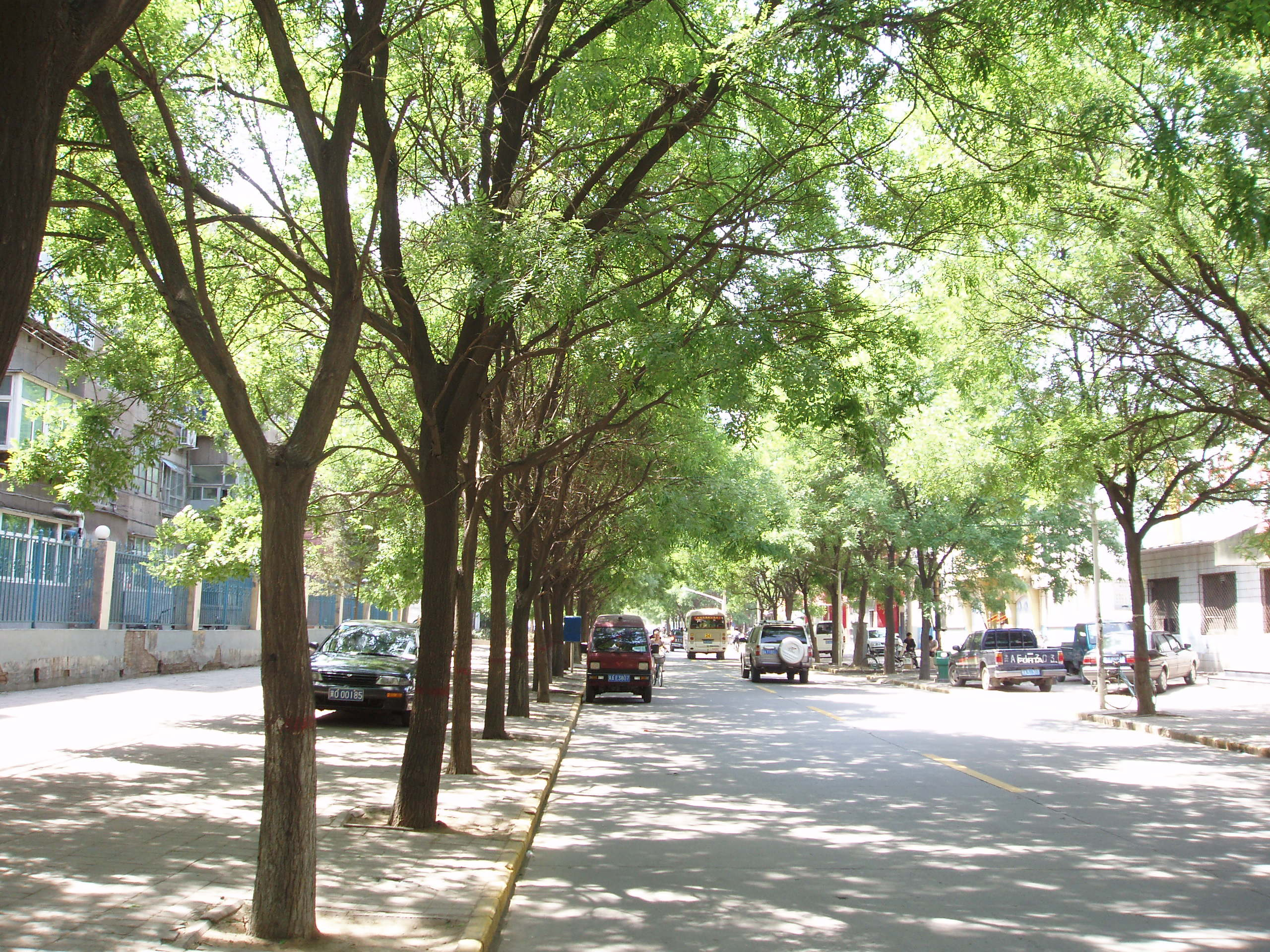
usage en alignements
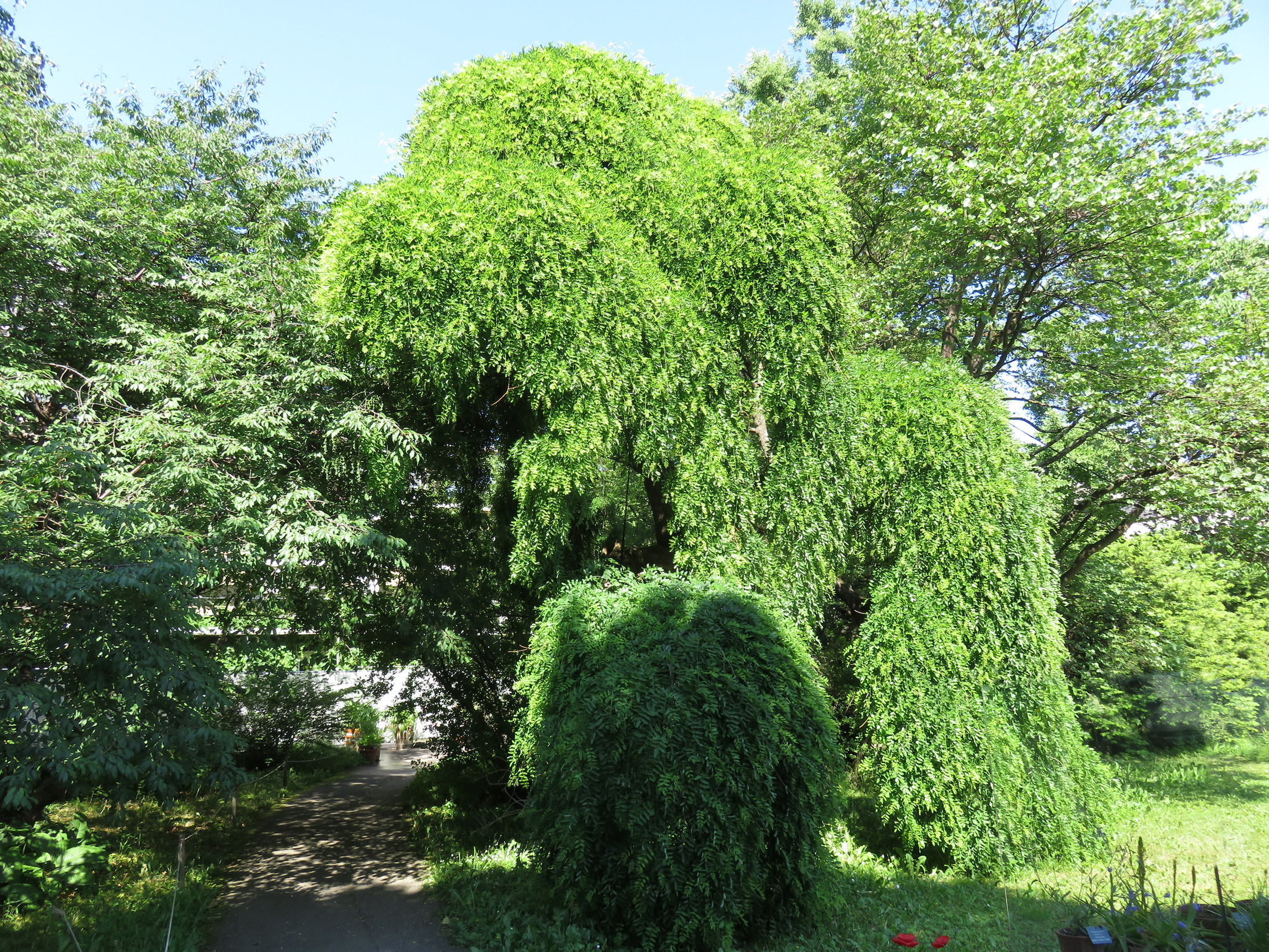
variété pendula
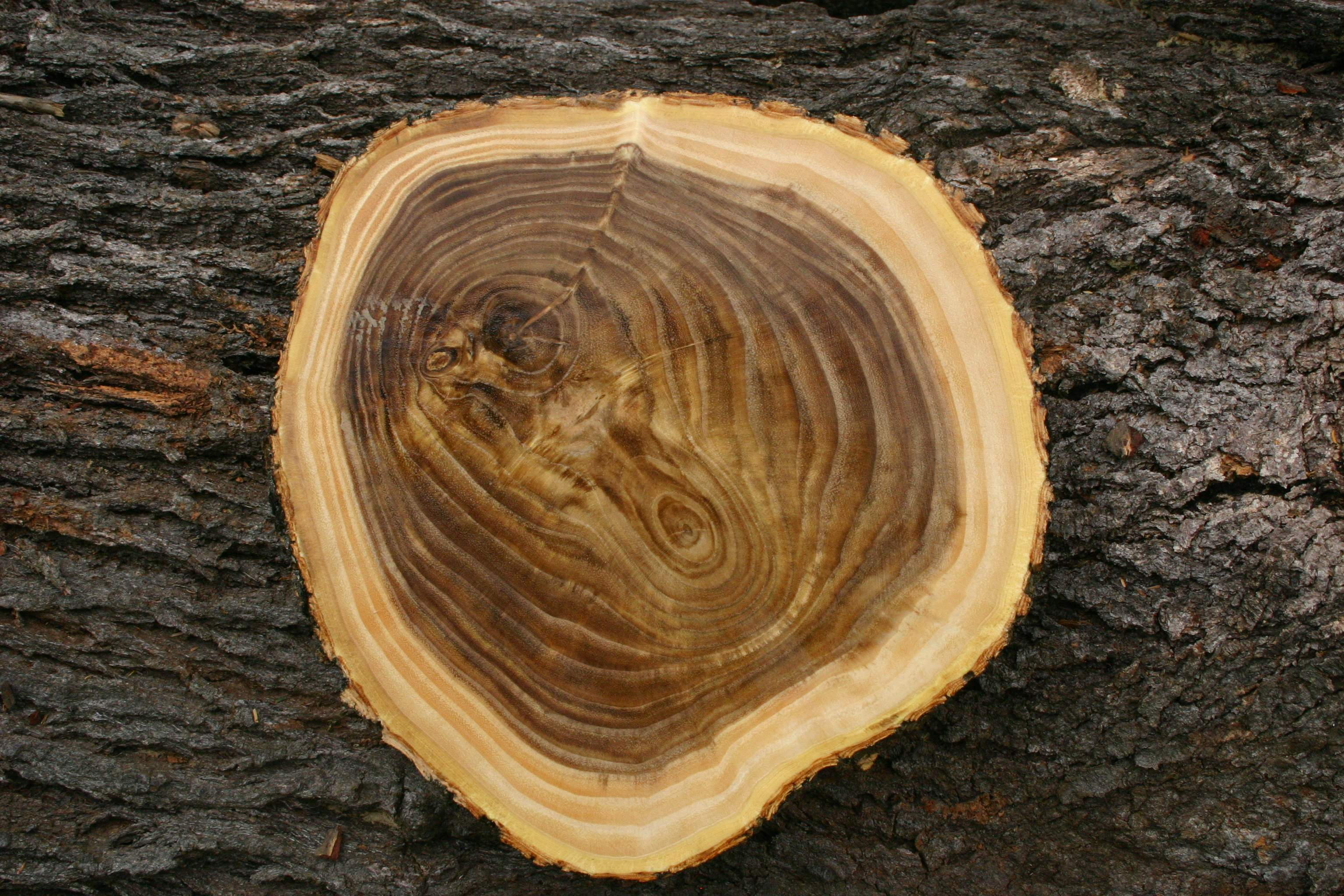
cœur sombre du bois